# Selva nebulosa

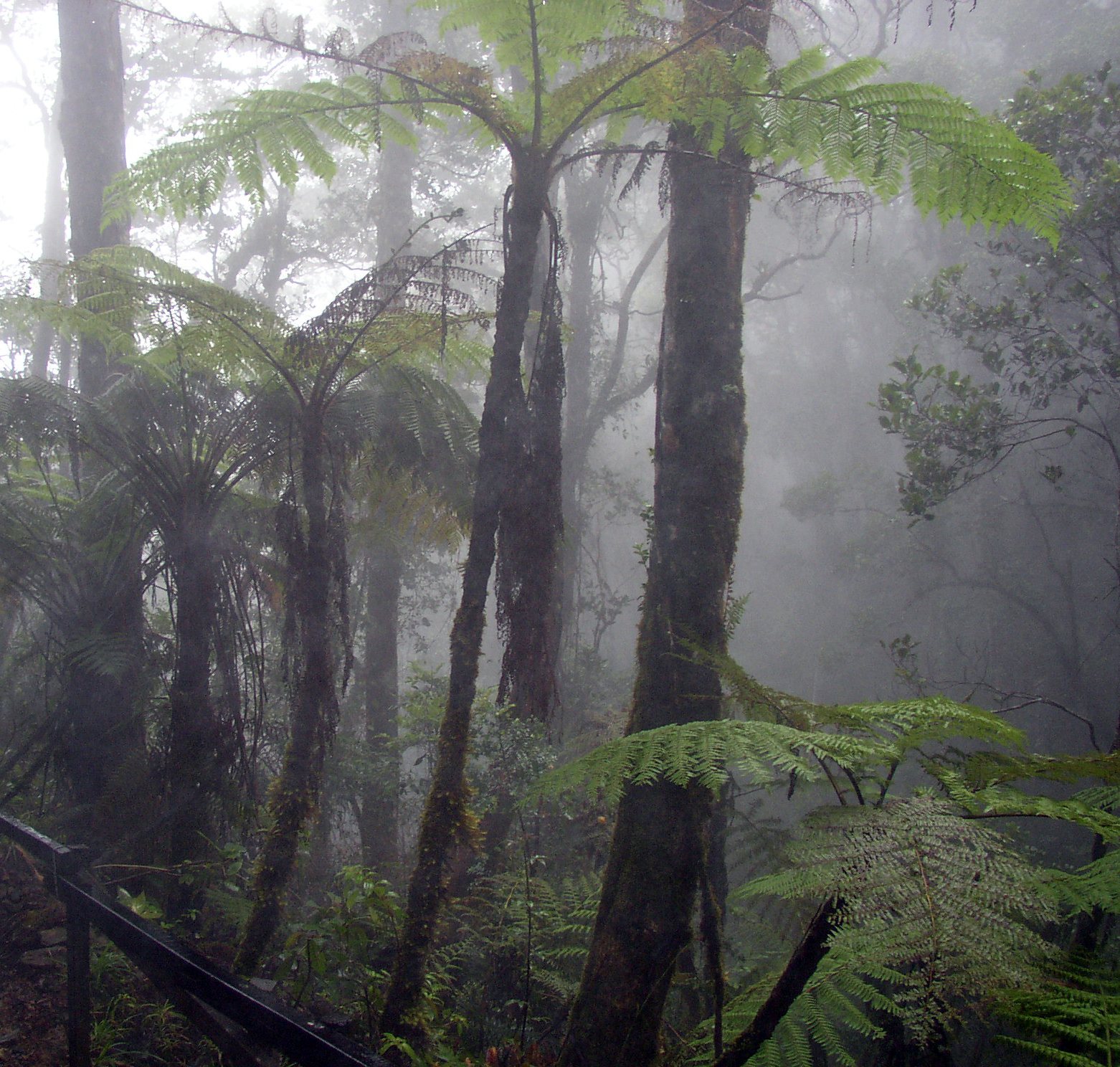
Falgueres arborescents a Mont Kinabalu, Borneo

Una selva nebulosa o bosc de boira, en anglès cloud forest o fog forest, és generalment un bosc montà tropical o subtropical de fulla persistent, que es caracteritza -de manera persistent, freqüent o estacional- per presentar un baix nivell dels núvols. Normalment la capa de núvols o boira es troba a l'alçària de la capçada dels arbres. Aquests boscos nebulosos poden tenir moltes molses cobrint la terra i la vegetació, i en aquest cas s'anomenen boscos molsosos. Els boscos molsosos normalment es troben a les parts de les muntanyes on la humitat és retinguda de manera més efectiva.

## Distribució i clima

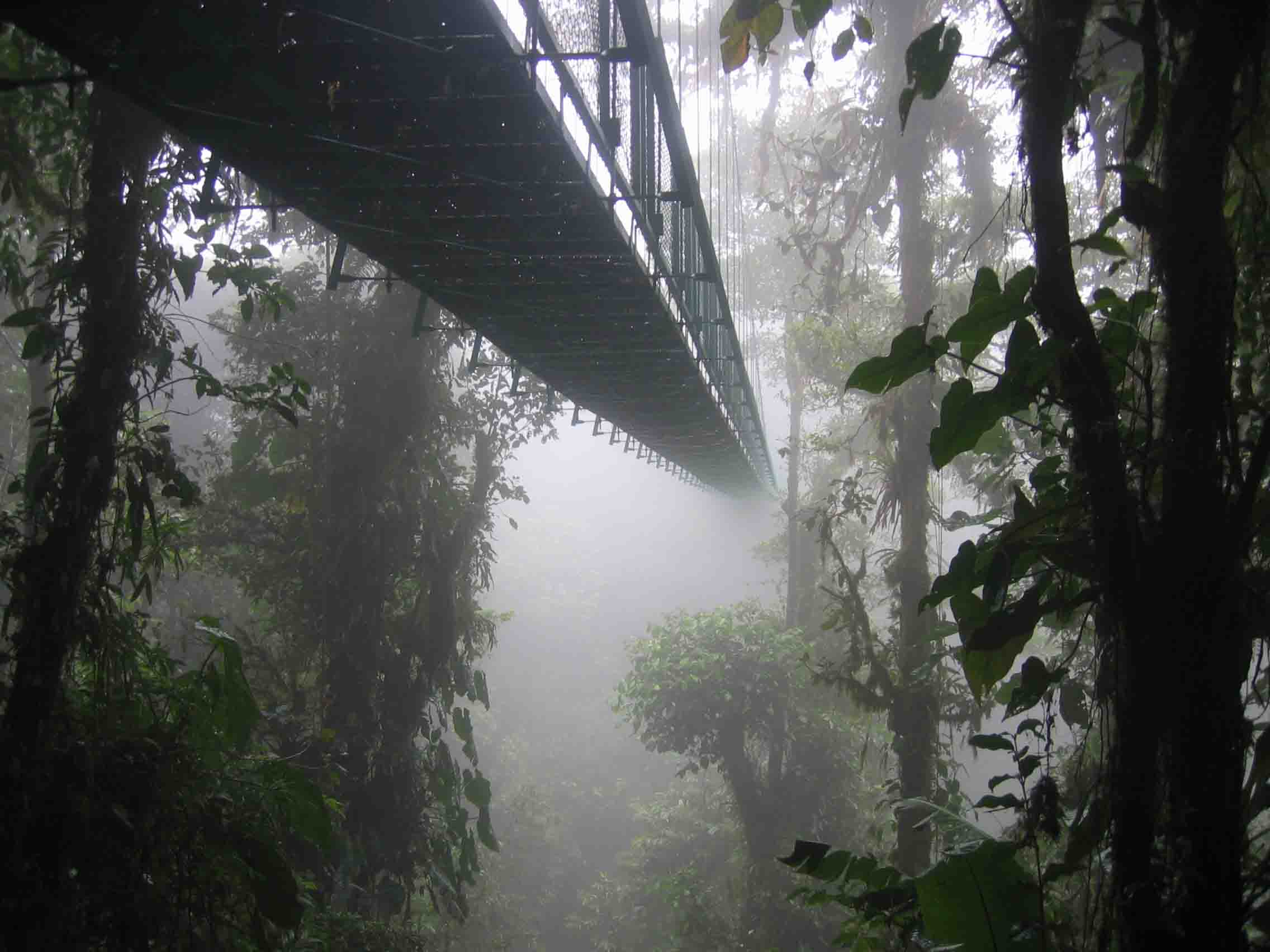
Santa Elena, Costa Rica

Segons el clima de cada lloc, afectat també per la distància al mar, l'exposició i latitud, l'altitud d'aquest bosc nebulós pot variar entre els 500 i els 4.000 metres msnm; de fet, el rang d'altitud on es desenvolupa el bosc nebulós, en un lloc determinat, és estret. Els núvols i la boira redueixen la radiació solar directa i, per tant, l'evapotranspiració. Dins d'aquests boscos, una gran part de la pluja és en forma de pluja de boira que es condensa sobre les fulles dels arbres i degoteja cap al sòl.
Les selves nebuloses tropicals s'estenen entre les latituds 23°N to 25°S.
La precipitació anual va de 500 a 10.000 mm i la temperatura mitjana entre 8 a 20 °C.

La definició de selva nebulosa pot ser ambigua; segons els països, es pot dir selva afromuntana i selva plujosa sobremuntana (upper montane rain forest), o temes més localitzats com la Yunga de Bolívia i la laurisilva de les illes de l'Atlàntic (Macaronèsia), i algunes vegades boscos subtropicals i fins i tot temperats on es donen condicions meteorològiques similars a les de les considerades selves nebuloses.
Només l'1% dels boscos del món estan coberts per selves nebuloses.
Hi ha zones importants amb selves nebuloses a l'Amèrica central i del Sud, Àfrica central i de l'Est, Indonèsia, Malàisia, Filipines, Papua-Nova Guinea i el Carib. (vegeu la llista a://www.unep-wcmc.org/forest/cloudforest/].)
Hi ha selves nebuloses tropicals i subtropicals en aquests països:
- Angola
- Argentina
- Austràlia
- Bangladesh
- Belize
- Bolívia
- Brasil
- Brunei
- Burundi
- Cambodja
- Camerun
- Xina
- Colòmbia
- Costa Rica
- República Democràtica del Congo
- Dominica
- Equador
- El Salvador
- Fiji
- Gabon
- Guatemala
- Guyana (Pakaraima)
- Hispaniola (Massís de la Hotte)
- Hondures
- Índia
- Iran
- Indonèsia
- Jamaica (Parc Nacional Blue i John Crow Mountains)[7]
- Kenya
- La Réunion (França)
- Madagascar
- Malàisia
- Mèxic
- Micronèsia
- Moçambic
- Myanmar
- Nicaragua
- Oman
- Pakistan
- Panamà
- Papua Nova Guinea
- Perú
- Filipines
- Portugal (Madeira)
- Ruanda
- Samoa
- Espanya (Illes Canàries)
- Sri Lanka
- Taiwan
- Tanzània
- Trinitat i Tobago
- Estats Units (Hawaii i Puerto Rico)
- Veneçuela
- Vietnam

## Boscos nebulosos temperats
Encara que no tothom accepta que aquests siguin veritables boscos nebulosos, hi ha diversos boscos temperats amb característiques acusadament similars a les de les selves nebuloses tropicals.

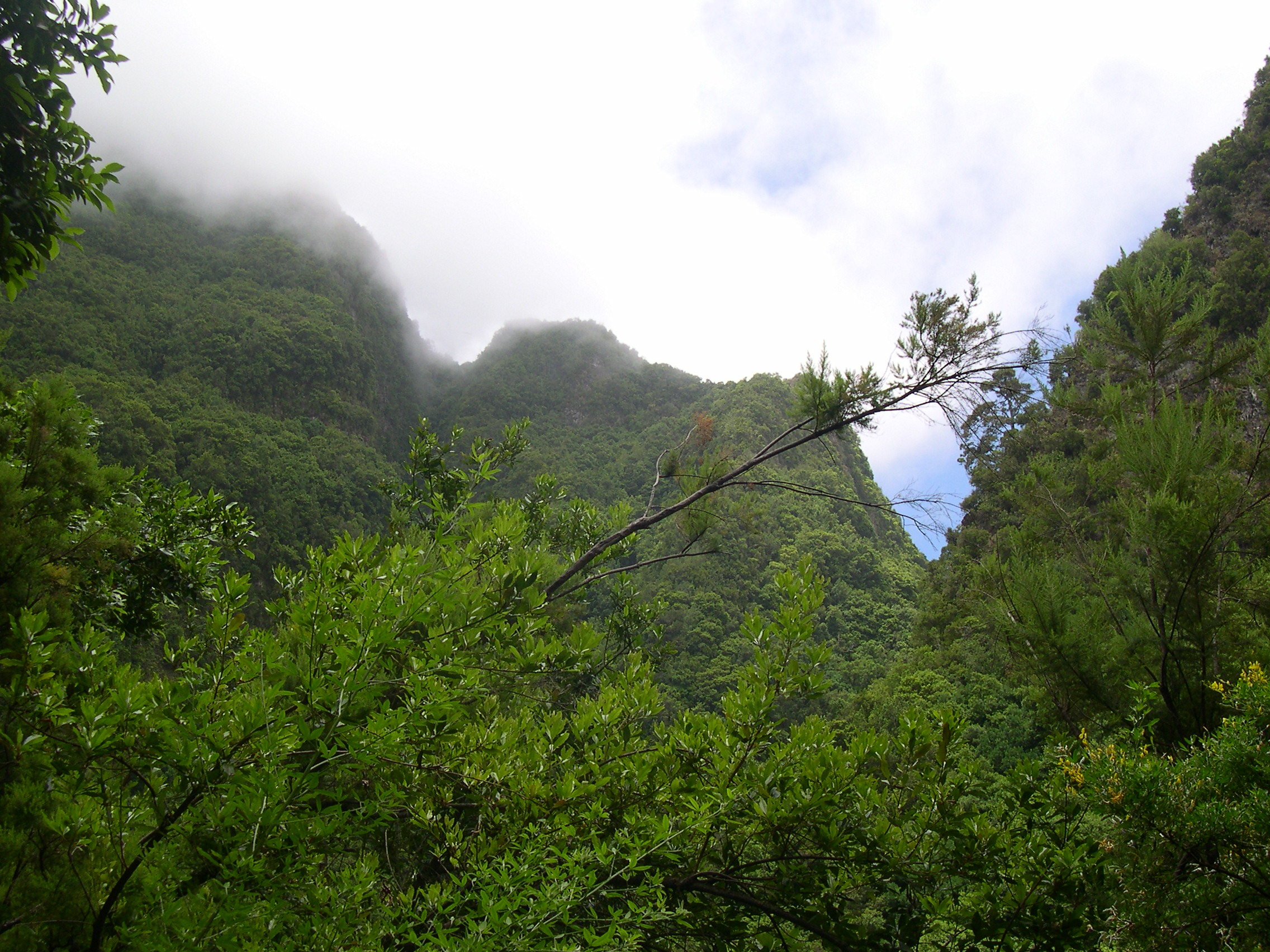
Bosc nebulós temperat a La Palma, Illes Canàries

### Distribució dels boscos nebulosos temperats
- Argentina - Catamarca i Tucumán
- Austràlia - Parc Nacional Lamington (Queensland)
- Xile (Parc Nacional del Bosque de Fray Jorge)
- Xina - Altiplà de Yunnan
- Japó - parts de Yakushima
- Nova Zelanda - parts de Fiordland, Mount Taranaki i Mount Cargill, prop de Dunedin.
- Portugal - Açores i Madeira
- Sud-àfrica
- Espanya - Illes Canàries (laurisilva)
- Taiwan- Reserva natural de Chiantianshan, Reserva Natural del Llac Yuanyang
- Estats Units - Redwood Coast

## Característiques

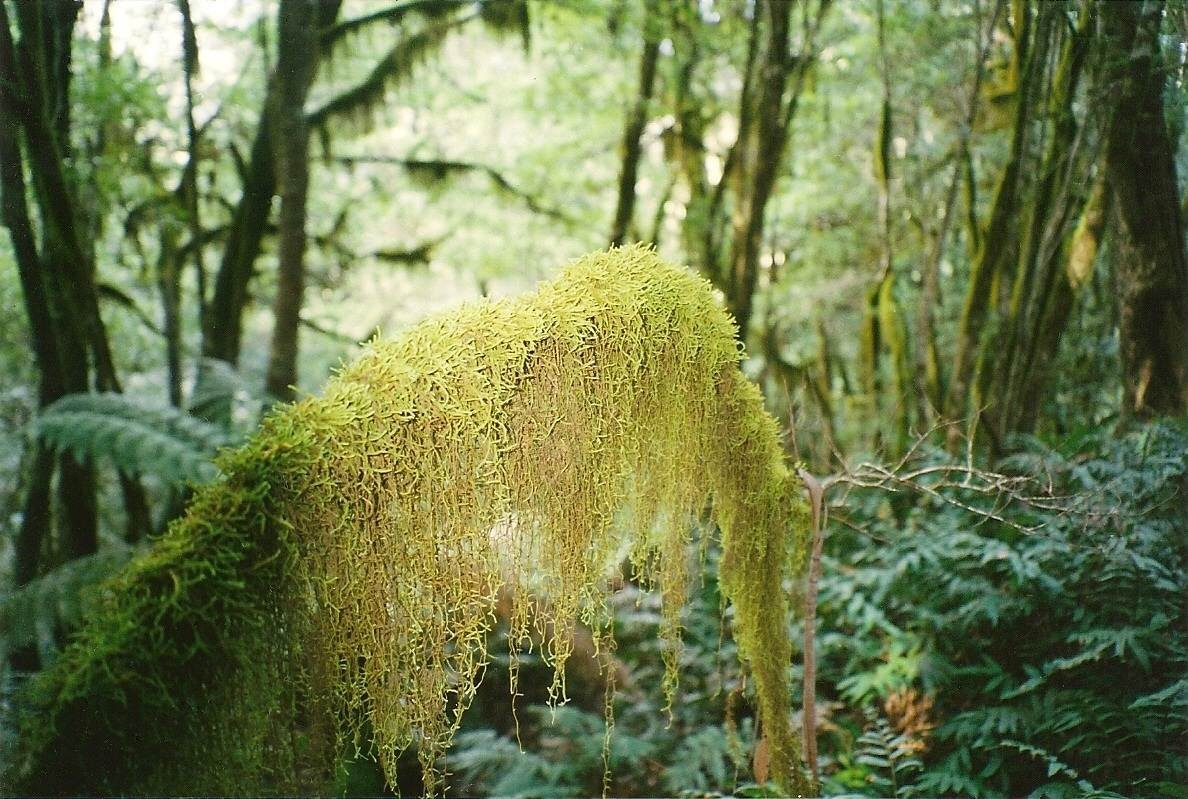
Molsa penjant a Budawang National Park, Austràlia

Comparades amb les selves nebuloses tropicals, els boscos nebulosos temperats tenen mides dels arbres més baixes amb més densitat de tiges i generalment menys biodiversitat de plantes llenyoses. El nombre d'endemismes de plantes pot ser molt alt.
Hi ha l'anomenada pluja horitzontal causada per la intercepció de la humitat dels núvols i boira per la vegetació. Aquesta pluja horitzontal també rep el nom de pluja oculta perquè no queda registrada per pluviòmetres normals, però pot ser una contribució important en el cicle hidrològic.
En aquests sòls tan rentats l'aciditat és molt alta.